# Tom Brooking

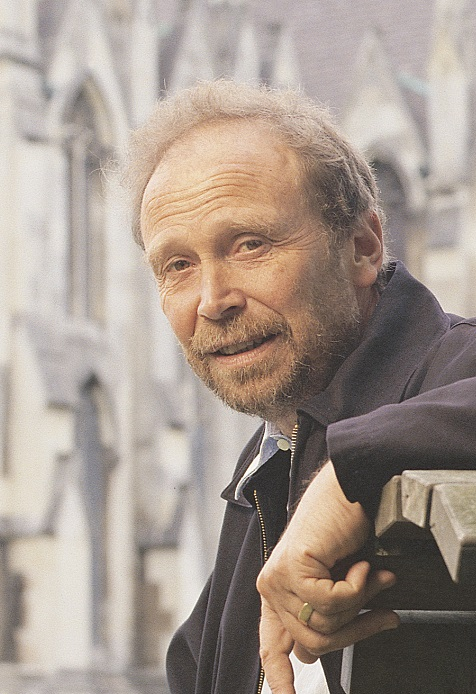
Tom Brooking

Tom Brooking (* 1949) ist ein neuseeländischer Historiker.

## Leben
Brooking hat in 1972 ein Masterstudium in Geschichte über den Politiker John McKenzie an der Massey University abgeschlossen. Er erwarb das Doktorat in Geschichte an der University of Otago 1977 und lehrt dort als Professor für Geschichte.
Er ist spezialisiert auf Umwelt- und politische Geschichte sowie die Verbindungen zwischen Schottland und Neuseeland.

## Schriften (Auswahl)
- Lands for the people? The Highland Clearances and the colonisation of New Zealand. A biography of John McKenzie. Dunedin 1996, ISBN 1-877133-21-3.
- The history of New Zealand. Westport 2004, ISBN 0-313-32356-9.
- mit Brad Patterson und Jim McAloon: Unpacking the kists. The Scots in New Zealand. Montreal 2013, ISBN 0-7735-4190-X.
- Richard Seddon. King of God’s own. The life and times of New Zealand’s longest-serving Prime Minister. Auckland 2014, ISBN 0-14-356967-8.